# Alexandre Koyré
Alexandre Koyré (ur. 29 sierpnia 1892 roku w Taganrogu jako ros. Александр Владимирович Койра Aleksandr Władimirowicz Kojra, zm. 28 kwietnia 1964 r. w Paryżu) – francuski filozof rosyjskiego pochodzenia, autor prac z historii nauki i filozofii nauki.

## Życiorys
Pochodził z bogatej rodziny żydowskiej, jego ojciec dorobił się majątku na imporcie towarów kolonialnych i inwestycjach w przemysł naftowy w Baku. Uczył się w szkole w średniej w Tyflisie, później przeniósł się do Rostowa nad Donem. Tam działał w organizacjach wywrotowych i brał udział w rewolucji 1905 roku. Od 1908 roku studiował na Uniwersytecie w Getyndze, gdzie słuchał Hilberta, Schelera i Husserla. Przez jakiś czas należał najbliższych współpracowników tego ostatniego, ale gdy Husserl nie zaaprobował jego dysertacji wyjechał w roku 1912 do Paryża. Tam kontynuował studia w École pratique des hautes études i w roku 1913 uzyskał dyplom na wydziale religijnym. Słuchał też wykładów Bergsona, Léona Brunschviga i André Lalande'a. Po wybuchu I wojny światowej zgłosił się ochotniczo do armii francuskiej. Został odznaczony Krzyżem Wojennym i Krzyżem św. Jerzego. W roku 1917 wrócił do Rosji i walczył przeciw bolszewikom. W roku 1919 wyjechał do Francji, uciekając przed czerwonym terrorem.
Po powrocie do Francji doktoryzował się w roku 1922 i został przyjęty do pracy w École pratique des hautes études.

## Tłumaczenia na j. polski
- Mistycy, spirytualiści i alchemicy niemieccy XVI wieku, Gdańsk 1996, Wydawnictwo słowo/obraz terytoria, ISBN 83-902087-6-8 (Mystiques, spirituels, alchimistes du XVIe siecle allemand)
- Od zamkniętego świata do nieskończonego wszechświata, Gdańsk 1998, Wydawnictwo słowo/obraz terytoria, ISBN 83-87316-95-4 (From the Closed World to the Infinite Universe)